# 1052
| 1052               |
| ------------------ |
| Dødsfald - Fødsler |
|                    |

| Gregoriansk kalender | 1052 MLII               |
| Ab urbe condita      | 1805                    |
| Armensk kalender     | 501 ԹՎ ՇԱ               |
| Kinesiske kalender   | 3748 – 3749 辛卯 – 壬辰 |
| Etiopisk kalender    | 1044 – 1045             |
| Jødisk kalender      | 4812 – 4813             |
| Hindukalendere       |                         |
| - Vikram Samvat      | 1107 – 1108             |
| - Shaka Samvat       | 974 – 975               |
| - Kali Yuga          | 4153 – 4154             |
| Iransk kalender      | 430 – 431               |
| Islamisk kalender    | 443 – 444               |

Konge i Danmark: Svend 2. Estridsen 1047-1074
Se også 1052 (tal)

## Født
- 23. maj - Filip 1. af Frankrig fra 1060 til sin død i 1108.